# Kristian Fenzl
Kristian Fenzl (* 12. Oktober 1946 in Wels) ist ein österreichischer Bildhauer, Maler, Zeichner, Designer und Universitätsprofessor.

## Leben und Wirken
Fenzl wuchs in Steyr auf und besuchte dort nach der Pflichtschule die Höhere Technische Lehranstalt (HTL). Von 1969 bis 1974 besuchte er die Akademie für angewandte Kunst Wien, wo er bei Franz Hagenauer Metallgestaltung studierte, und 1975 absolvierte er ein Post-Graduate-Studium an der Universität Stellenbosch in Südafrika am RSA Department of Creativ Arts. Ende der 1970er-Jahre designte er Fahrzeuge für die Firma Rosenbauer und weitere oberösterreichische Unternehmen.
Von 1976 bis 1983 war er Assistent und ab 1983 Professor an der Kunstuniversität Linz. Seit 1983 ist er Mitglied der Künstlervereinigung MAERZ.
1984 gründete er gemeinsam mit dem Ethnologen Fritz Trupp und dem Sozialpsychologen Norbert Minkendorfer in Linz das interdisziplinäre Institut für Ethnodesign. In diesem Zusammenhang entstanden zahlreiche Publikationen. Eine Gastprofessur an der Universität Belem führte ihn 1999 nach Brasilien.
Von 2000 bis 2007 leitete er die Abteilung für Wissenstransfer und von 2007 bis 2009 war er stellvertretender Vorstand des Institutes für Raum und Design an der Universität für künstlerische und industrielle Gestaltung Linz. Von 2003 bis 2008 gehörte er dem Universitätsrat der Universität für angewandte Kunst Wien an. 
Fenzl ist seit 1974 mit Veronika verheiratet.

## Ausstellungen
Die Ausstellungstätigkeit Fenzls begann 1967 im Rahmen der Internationalen Sommerakademie für bildende Kunst Salzburg und umfasst sowohl Einzel- als auch Gemeinschaftsausstellungen im In- und Ausland in diversen privaten und öffentlichen Galerien.
- Forum Linz. Eine Solidaritätsaktion für Helmuth Gsöllpointner, Galerie März, 1984
- Gold aus Afrika, Neue Galerie der Stadt Linz, 2001
- Kunst hilft Afrika, Lentos Kunstmuseum Linz, 2007

## Werke
- Raummodell aus Kugel und eingeschriebenem Würfel, Linz[2]

## Preise und Auszeichnungen
- Ehrenpreis der Stadt Salzburg für bildende Kunst, 1967 und 1968
- Preis der Hochschule für angewandte Kunst Wien, 1974
- Staatspreis der Republik Österreich für Innovation, 1983
- Österreichischer Staatspreis für Design, 1991
- Kunstwürdigungspreis der Stadt Linz, 1992
- Kulturmedaille der Stadt Linz, 1999
- Ehrendoktorat, 2002